# Georges Croegaert

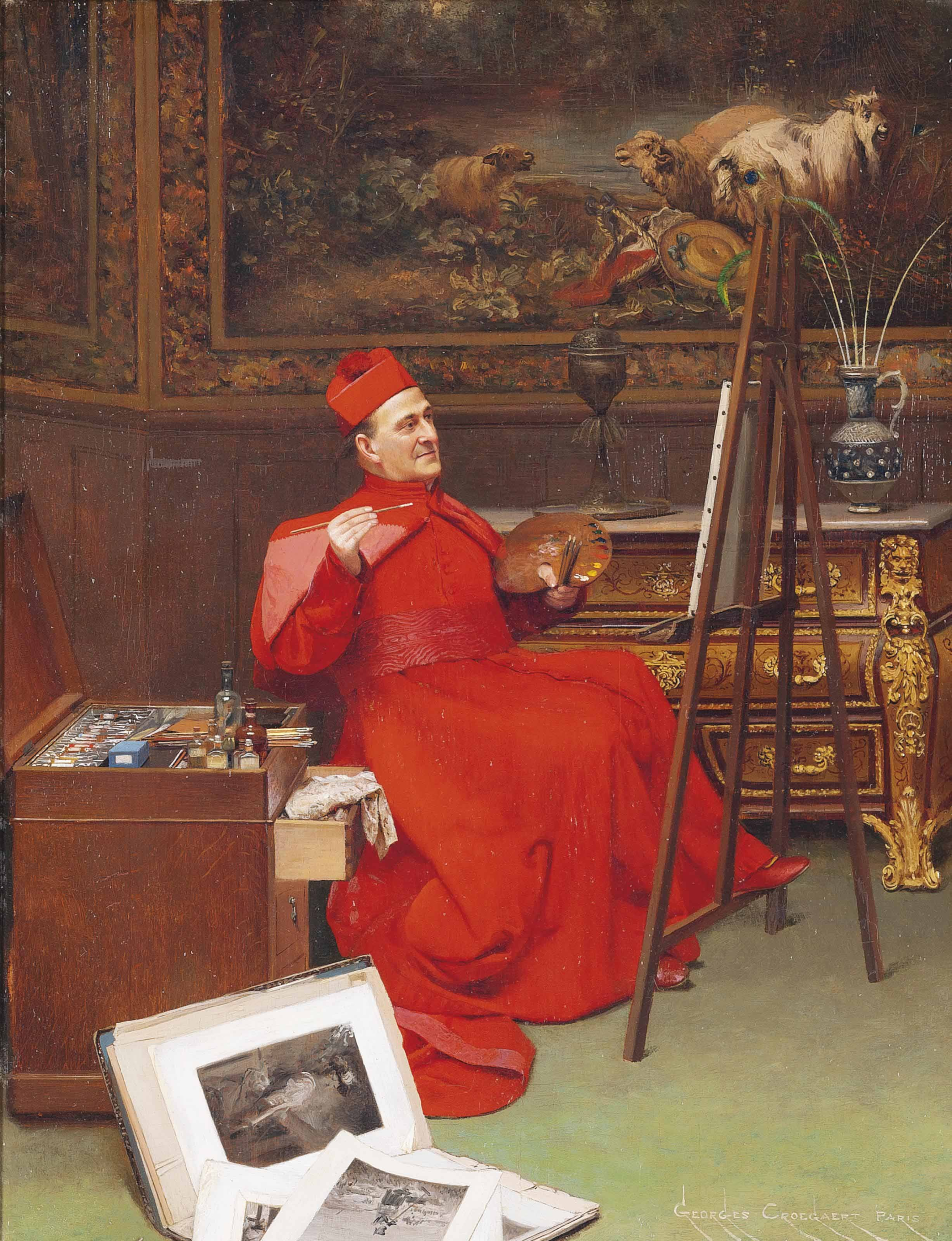
De amateurschilder

Georges Croegaert (Antwerpen, 7 oktober 1848 – 1923) was een Belgisch academische kunstschilder die het grootste deel van zijn carrière in Parijs doorbracht. Hij staat bekend om zijn genrestukken met scènes uit de elegante society en vrouwenportretten. Hij had ook een reputatie voor zijn humoristische afbeeldingen van roodgeklede rooms-katholieke kardinalen, uitgevoerd in een zeer realistische stijl.

## Levensloop
Croegaert was leerling aan de Academie voor Schone Kunsten in Antwerpen en privé van Jan Van Beers jr. Hij specialiseerde zich in genretaferelen. Omstreeks 1876 ging hij in Parijs wonen, rue Stephenson 43. Zijn schilderijen kregen positieve kritieken en waren erg gewild door Engelse en Amerikaanse verzamelaars. Hij exposeerde regelmatig op de Parijse Salons tussen 1882 en 1914 en in Wenen in 1888.

## Werk

### Algemeen

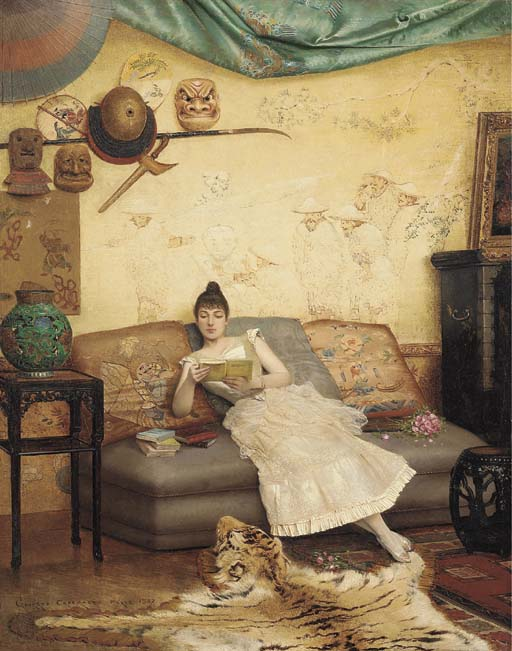
Jonge dame die een boek leest in een orientaals interieur

Croegaert schilderde aanvankelijk zeer gedetailleerde stillevens, vogel- en bloemmotieven, en af en toe genrevoorstellingen in de open lucht. Hij bouwde een carrière op met zijn salonportretten van glamoureuze jonge vrouwen, gekleed in weelderige stoffen in luxueuze kamers volgestouwd met luxueuze artefacten uit exotische culturen zoals tapijten, behang en sierobjecten.  Hij kreeg ook een reputatie als de belangrijkste kunstenaar in het genre van de 'kardinaalschilderijen', humoristische voorstellingen van katholieke kardinalen die bezig zijn met verschillende “dolce far niente” activiteiten in een weelderige omgeving. Van zijn hand zijn ook parklandschappen met galante scènes en zeegezichten gekend.
Zijn werken zijn zeer verhalend en de voorwerpen op de achtergrond ondersteunen het verhaal van het schilderij. Zijn schilderijen worden gekenmerkt door een hoge graad van afwerking en een rijk palet. Hij schilderde uiterst fijn en nauwgezet met veel aandacht voor textuurweergave.

### Society portretten
De meeste van Croegaerts portretten van elegante jonge vrouwen onderscheiden zich door hun uitbundige detaillering. De invloed van zijn familielid, Jan Jacob Croegaert-Van Bree, wordt vermoed in de elegantie en het realisme van zijn stijl. Toen hij in Parijs aankwam waren schilderijen met als thema de levensstijl van eigentijdse, modieuze stadsbewoners erg populair. De trend werd eind jaren 1850 in Parijs ingezet door de Belgische schilder Alfred Stevens en werd vervolgens overgenomen door andere Belgische schilders die in Parijs werkten, zoals Charles Baugniet en Gustave Léonard de Jonghe en de Fransman Auguste Toulmouche. Eind jaren 1860 was er een markt voor genrescènes met burgerlijke figuren, meestal jonge glamoureuze vrouwen, in een luxueuze omgeving. Met het begin van de Belle époque in de jaren 1870 werden dit soort schilderijen met modieuze vrouwen in een interieur populair in de Parijse Salon.
Zijn zeer realistische afbeeldingen van societyvrouwen hebben meestal een licht ironische ondertoon. Dit blijkt duidelijk uit zijn knipoog naar de hedendaagse mode van het japonisme en oriëntalisme in zijn schilderijen zoals Jonge dame die een boek leest in een orientaals interieur, waar de afgebeelde vrouwen bevangen lijken door hun verliefdheid op Japanse en oosterse kunst.

### Kleinschalige portretten

Portret van een vrouw met kastanjebruine haren

In de laatste decennia van de negentiende eeuw schilderde Croegaert een reeks kleine portretten van vrouwen in een realistische stijl. De vrouwen zijn op borstlengte afgebeeld en lijken op te gaan in de bleke, onversierde achtergronden. Deze portretten hebben generieke titels als Een blonde vrouw (Russell-Cotes Art Gallery and Museum, Bournemouth) of Portret van een vrouw met kastanjebruine haren (Haworth Art Gallery). Het gebruikelijke oog van de kunstenaar voor kleur en detail en een zorg voor het algemene effect van de vormgeving kenmerken deze schilderijen.

### Antiklerikale kunst
Mogelijk op zoek naar een lucratieve niche in de markt, begon Croegaert met het schilderen van 'kardinaalschilderijen', ook wel 'antiklerikale kunst' genoemd. Op deze schilderijen worden rooms-katholieke kardinalen afgebeeld in een weelderig decor, meestal bezig met een banale activiteit. Georges Croegaert was niet de enige kunstenaar in Parijs die dit genre beoefende.
Anderen die naam maakten in het genre waren de Italiaan Andrea Landini en de Fransen Jehan Georges Vibert, Charles Edouard Delort en Marcel Brunery. Door kardinalen af te beelden die deelnemen aan activiteiten zoals het "Goedkeuren van het naaktmodel van de kunstenaar", kaartspelen, buitensporig eten en drinken en hobbies zoals filatelie en schilderen, staken deze schilders de draak met de buitensporige en soms liederlijke levensstijl van de hogere echelons van de katholieke geestelijkheid. Er was duidelijk een grote vraag naar deze schilderijen, zoals blijkt uit het feit dat zoveel kunstenaars in dit genre werkten.
De toon van Croegaerts kardinaalschilderijen was eerder humoristisch en licht spottend dan openlijk antiklerikaal. Croegaerts zeer gedetailleerde techniek was perfect geschikt voor dit genre, omdat hij zo de excessen van de levensstijl van de kardinalen kon weergeven in een omgeving met sierlijk meubilair, wandtapijten, glas- en zilverwerk dat in realistisch detail was weergegeven. Hij was bijzonder bedreven in het vastleggen van het levendige rood en paars van de gewaden van de kardinalen en de karakterisering en humor in de gezichten van zijn ietwat pathetische onderwerpen. 

## Tentoonstellingen
- 1882, Parijs, Salon : Sneeuw
- 1883, Parijs, Salon : Schaatsers

- Bibliothèque nationale de France: cb14972070c (data)
- International Standard Name Identifier: 0000 0000 6660 0122
- RKD-Nederlands Instituut voor Kunstgeschiedenis: 19176
- SNAC: w6x37mnv
- Union List of Artist Names: 500089701
- Virtual International Authority File: 5202992